# Indira Nath
Indira Nath (Guntur, 14 de janeiro de 1938 – Nova Delhi, 24 de outubro de 2021) foi uma imunologista, pesquisadora e professora universitária indiana. 
Membro da Academia Nacional de Ciências da Índia, Nath dedicou grande parte de sua vida a compreender como a bactéria responsável pela hanseníase escapa parcialmente do sistema imunológico humano, a melhorar o diagnóstico da hanseníase e os melhores meios de tratá-la. Por seu trabalho, que avanços significativos no desenvolvimento de tratamentos e vacinas para o tratamento da hanseníase, Nath ganhou o Prêmios L'Oréal-UNESCO para mulheres em ciência de 2002.

## Biografia
Nath nasceu na cidade de Gundur, em 1938, e desde criança queria ser médica. Recebeu seu bacharelado em medicina pelo All India Institute of Medical Sciences, em Nova Delhi. Na década de 1970, quando a hanseníase afetava 4,5 milhões de pessoas na Índia, Nath fez treinamento hospitalar no Reino Unido. Durante esta formação, decidiu especializar-se em imunologia. Trabalhou no Departamento de Doenças Infecciosas, principalmente com hanseníase, com o professor John Leslie Turk no Faculdade Real de Cirurgiões da Inglaterra. Também trabalhou com o Dr. RJW Rees no Instituto Nacional de Pesquisa Médica em Londres.
Ao retornar à Índia, ela se juntou ao professor Gursaran Talwar no departamento de bioquímica do Instituto de Ciências Médicas de Nova Delhi. Lá, na década de 1980, trabalhou no departamento de patologia, depois fundando em 1986 um departamento de biotecnologia.
Aposentou-se em 1998, mas continuou sua pesquisa como pesquisadora ilustre. Foi reitora da Escola de Medicina do Instituto Asiático de Medicina, Engenharia e Tecnologia (AIMST) da Malásia e Diretora do Blue Peter Research Center, um centro de pesquisa dedicado à hanseníase, localizado em Hyderabad. Foi vice-presidente da Academia Nacional de Ciências da Índia de 2001 a 2003 e depois nomeada (em 2003) presidente do Programa Mulheres Cientistas do Ministério de Ciência e Tecnologia da Índia.
Em 2002, em entrevista publicada pela revista Nature, ela contou como sua profissão evoluiu e considerou que na Índia a comunidade de pesquisadores biomédicos é respeitada pelo governo e que respeita seus membros femininos.

## Morte
Nath morreu em 24 de outubro de 2021, em Nova Delhi, aos 83 anos.